# Jan Kvalheim
Jan Kvalheim (ur. 5 lutego 1963 w Skien) – norweski siatkarz plażowy, zwycięzca cyklu World Tour w 1994, wielokrotny medalista mistrzostw Europy. Zdobył złoty medal na ME w 1994, trzykrotnie zdobył srebrny medal oraz raz brązowy. Uczestnik Igrzysk Olimpijskich w 1996 i w 2000. Wszystkie sukcesy święcił grając z Bjørnem Maaseidem.